# Giorgia Latini
Pour les articles homonymes, voir Latini.
Giorgia Latini, née le 18 avril 1980 à Fabriano (Italie), est une avocate et femme politique italienne, membre de la Ligue du Nord.

## Biographie
Giorgia Latini naît le 18 avril 1980 à Fabriano.
Elle est élue députée lors des élections générales de 2018.
Le 15 octobre 2020, elle est nommée conseillère à la Culture, l'Éducation et le Sport des Marches. Elle quitte cette fonction en octobre 2022 après sa réélection comme députée.